# Гжеляк, Бартломей
Бартло́мей Гже́ляк (пол. Bartłomiej Grzelak; 9 августа 1981, Плоцк) — польский футболист, нападающий. Выступал за сборную Польши.

## Карьера

### Клубная
Профессиональную карьеру начал в 2000 году в плоцкой команде «Орлен». Дебютировал в чемпионате Польши 10 марта 2001 года в гостевом матче «Орлена» против «Дискоболии» из города Гродзиск-Велькопольский. Гжеляк вышел в основном составе и провёл на поле 83 минуты.
Сезон 2002/03 провёл в команде «Лодзь», за которую провёл 29 игр и забил 3 мяча. Следующей командой Гжеляка стал клуб «Уния» из города Яниково, но в составе этой команды он не провёл ни одного матча. Сезон 2004/05 провёл в клубе «Куявяк», за который провёл 25 игр и забил 3 мяча.
Следующим клубом нападающего стал «Видзев». В своём первом сезоне за эту команду Гжеляк сыграл в 32 играх, забил 20 голов и отдал 6 голевых передач. Таким образом, он стал лучшим бомбардиром Второй лиги Польши сезона 2005/06. По итогам сезона «Видзеву» удалось выйти в Первую лигу. Гжелак, после успешного выступления за «Видзев», осенью 2006 года получил несколько предложений от лучших польских клубов, таких как «Висла» из Кракова, «Заглембе» из Любина и «Легия» из Варшавы. В конце концов, он выбрал столичный клуб и с 14 декабря 2006 года стал игроком «Легии». Трансфер обошёлся клубу в 600 000 евро. За «Легию» Гжеляк провёл 4 сезона, сыграв 59 игр и забив в них 13 мячей. 1 июля 2010 года закончился срок действия его контракта за Варшавский клуб, и «Легия» решила не продлевать его. 8 августа нападающий подписал контракт с новосибирским клубом «Сибирь». 10 августа Гжеляк выбрал себе номер, под которым будет выступать за новый клуб, им стал 12. Дебютировал в российской Премьер-лиге 14 августа в матче «Спартак-Нальчик» — «Сибирь». Первый гол за российский клуб забил 26 сентября в матче «Ростов» — «Сибирь», который впоследствии оказался победным. 4 января 2011 года у футболиста закончился контракт с новосибирским клубом, и стороны приняли решение не продлевать соглашение.
11 января 2011 года Гжеляк подписал контракт с клубом «Ягеллония» из города Белостока. В конце сезона 2011/12 нападающий выступал за клуб «Краковия». Далее последовал контракт с футбольным клубом «Гурник» из города Забже, который был расторгнут через 4 дня после подписания. Сезон 2013/2014 Бартломей провёл в клубе «Висла» из родного города Плоцк.

### Статистика по сезонам
| Сезон       | Клуб           | Страна | Матчи | Голы |
| ----------- | -------------- | ------ | ----- | ---- |
| 2000/01     | Орлен          | Польша | 13    | 2    |
| 2001/02     | Орлен          | Польша | 2     | 0    |
| 2002/03     | Лодзь          | Польша | 29    | 3    |
| 2003/04     | Уния           | Польша | 0     | 0    |
| 2004/05     | Куявяк         | Польша | 25    | 3    |
| 2005/06     | Видзев         | Польша | 32    | 20   |
| 2006/07 (о) | Видзев         | Польша | 13    | 4    |
| 2006/07 (в) | Легия          | Польша | 10    | 2    |
| 2007/08     | Легия          | Польша | 20    | 3    |
| 2008/09     | Легия          | Польша | 9     | 2    |
| 2009/10     | Легия          | Польша | 20    | 6    |
| 2010        | Сибирь         | Россия | 8     | 3    |
| 2010/11 (о) | Ягеллония      | Польша | 0     | 0    |
| 2011/12 (в) | Краковия       | Польша | 3     | 1    |
| 2012/13     | Гурник (Забже) | Польша | 0     | 0    |
| 2013/14     | Висла (Плоцк)  | Польша | 5     | 0    |

### В сборной
Дебютировал за сборную Польши 16 декабря 2006 года в матче со сборной Объединённых Арабских Эмиратов. В первой для себя игре отличился дублем. В 2006—2007 годах провёл за сборную 4 товарищеские встречи.
| № | Дата            | Оппонент             | Счёт | Голы Гжеляка | Соревнование      |
| 1 | 16 декабря 2006 | ОАЭ                  | 5:2  | 2            | Товарищеский матч |
| 2 | 3 марта 2007    | Эстония              | 4:0  | -            | Товарищеский матч |
| 3 | 7 марта 2007    | Словакия             | 2:2  | -            | Товарищеский матч |
| 4 | 15 декабря 2007 | Босния и Герцеговина | 1:0  | -            | Товарищеский матч |

Итого: 4 матча / 2 гола; 3 победы, 1 ничья, 0 поражений.
(откорректировано по состоянию на 15 декабря 2007)

## Достижения
«Легия»
- Обладатель Кубка Польши: 2007/08
- Обладатель Суперкубка Польши: 2009

### Личные
- Второе место по количеству забитых голов во Второй лиге Польши (сезон 2005/06)